# Durofagia
Durofagia es el comportamiento alimenticio de los animales que consumen organismos con caparazón duro o exoesqueleto, como corales, moluscos con caparazón o cangrejos. Se usa principalmente para describir peces, pero también para describir reptiles, incluidas las tortugas fósiles, placodontes e invertebrados, así como mamíferos carnívoros "aplastadores de huesos" como las hienas.
La durofagia requiere adaptaciones especiales, como dientes fuertes y contundentes, y una mandíbula pesada. La fuerza de la mordedura es necesaria para superar las limitaciones físicas de consumir presas más duraderas y obtener una ventaja competitiva sobre otros organismos al obtener acceso a recursos alimentarios más diversos o exclusivos en una etapa temprana de la vida. Aquellos con mayor fuerza de mordida requieren menos tiempo para consumir ciertas presas, ya que una mayor fuerza de mordida puede aumentar la tasa neta de ingesta de energía cuando se alimentan y mejorar la aptitud en especies durófagas.
En el orden Carnivora hay dos categorías dietéticas de durofagia; rompehuesos y comedores de bambú. Los rompehuesos son ejemplificados por las hienas y los gatos con dientes de sable, mientras que los comedores de bambú son principalmente el panda gigante y el panda rojo. Ambos han desarrollado una morfología craneal similar. Sin embargo, la morfología de la mandíbula revela más sobre sus recursos dietéticos. Ambos tienen un cráneo anterior elevado y en forma de cúpula, áreas agrandadas para la unión de los músculos masticatorios, premolares agrandados y esmalte dental reforzado. Los comedores de bambú tienden a tener mandíbulas más grandes, mientras que los rompehuesos tienen premolares más sofisticados.

## Peces
Muchos peces exhiben un comportamiento durófago, incluido el pez ballesta, algunos teleósteos y algunos cíclidos.

### Balistidae
Los peces ballesta tienen mandíbulas con una fila de cuatro dientes a cada lado, la mandíbula superior contiene un conjunto adicional de seis dientes faríngeos en forma de placa. Los peces ballesta no tienen una protuberancia de la mandíbula y hay músculos aductores de la mandíbula agrandados para obtener un poder adicional para aplastar las conchas protectoras y las espinas de sus presas.

### Teleósteos
Los teleósteos aplastan a las presas duras y lo hacen con el uso de sus mandíbulas faríngeas, con la ayuda de su boca protrusible que permite agarrar presas y atraerlas hacia la boca. Las mandíbulas faríngeas que se encuentran en los teleósteos más derivados son más poderosas, con ceratobranquios izquierdo y derecho fusionándose para convertirse en una mandíbula inferior y la fusión branquial faríngea para crear una gran mandíbula superior que se articula con el neurocráneo. También han desarrollado un músculo, el faríngeo hipertrofiado, para aplastar a sus presas con la ayuda de los dientes faríngeos molariformes. Esto permite el consumo de presas de caparazón duro.

### Cíclidos
Las conchas de moluscos se pueden triturar para exponer las partes blandas de la presa a los jugos digestivos o las partes blandas se pueden quitar de la concha. Las especies que trituran las conchas, como los cíclidos, se definen por sus huesos faríngeos grandes y muy engrosados. Estos huesos tienen dientes de corona plana y junto con sus semejantes dorsales de potentes músculos, crean un molino triturador. Las mandíbulas son menos derivadas, ya que solo sirven para levantar objetos relativamente grandes.
El segundo método que usan los cíclidos es triturar las conchas de moluscos entre poderosas mandíbulas armadas con los dientes adecuados. Los cíclidos poseen mandíbulas cortas y anchas armadas con una fila exterior de relativamente escasos dientes, fuertes y cónicos, y varias filas interiores de dientes más finos, también cónicos. Junto con estas características están la presencia de acortamiento del cráneo y el desarrollo de músculos aductores mandibulares particularmente poderosos. Para alimentarse con este tipo de estructura, el pez puede sacar su boca ventralmente para permitir que los músculos sean agarrados por las mandíbulas y luego la boca se retrae rápidamente para que las mandíbulas de dientes duros aplasten la concha del molusco con la fuerza resultante. Una serie de movimientos de morder completa el proceso y los fragmentos de concha se escupen y se traga el cuerpo blando.

## Chondrichthyes
Dentro de los condrictios, los tiburones cuerno (Heterodontidae), algunas rayas (Myliobatidae) y quimeras (Holocephali) exhiben un comportamiento durófago. Tienen adaptaciones para permitir esto, incluyendo dientes robustos y aplanados, músculos aductores de la mandíbula hipertrofiados y mandíbulas robustas para alimentarse de presas duras como crustáceos y moluscos. Los tiburones que aplastan a sus presas tienen dientes con cúspides pequeñas y redondeadas que son numerosas por fila o son molariformes. Los dientes molariformes son suavemente redondeados, carecen de cúspides y hay numerosos dientes por fila.

### Tiburones cuerno
Los tiburones cuerno tienen dientes molariformes. Los dientes anteriores son puntiagudos y se utilizan para agarrar, mientras que los dientes posteriores son molariformes y se utilizan para triturar. Los tiburones cuerno se alimentan principalmente de lapas, moluscos bivalvos y cangrejos azules.

### Tiburón cabeza de pala (Sphyrna tiburo)
El tiburón cabeza de pala Sphyrna tiburo utiliza alimentación de carnero para capturar cangrejos, camarones y peces que se colocan entre los dientes molariformes donde se trituran. Esta especie también usa la succión para transportar presas al esófago para tragarlas. Al combinar características durófagas con patrones cinemáticos y motores alterados, los tiburones cabeza de sombrero pueden cazar animales de caparazón duro. Esta característica distingue el aplastamiento de presas del simple mordisco, que es un comportamiento que presentan los elasmobranquios. Mientras que los tiburones cabeza de sombrero se alimentan casi exclusivamente de cangrejos, tienen la misma estructura dental que los tiburones cuerno (heterodontiformes).

### Quimeras
Las quimeras (Holocephali) tienen dientes planos, de forma hexagonal y que se interconectan para formar una placa dental uniforme. Hay presencia de mandíbulas cartilaginosas reforzadas calcificadas, puntales calcificados dentro de las mandíbulas y un sistema de palanca tipo cascanueces que amplifica la fuerza de los músculos aductores de la mandíbula. La fusión del palatocuadrado y la sínfisis mandibular, una apertura restringida y la activación asincrónica de los aductores de la mandíbula, son elementos clave en el modelo "cascanueces" de la capacidad de aplastar la mandíbula. Las quimeras usan sus dientes para moler moluscos, gasterópodos y cangrejos.

### Myliobatidae
Myliobatidae son rayas que nadan libremente cuyas aletas pectorales forman "alas" amplias y poderosas que incluyen las rayas águila y nariz de vaca. Se alimentan de moluscos y tienen denticiones adaptadas al triturado. Las denticiones de las milobátidas durófagas muestran varias especializaciones en los maxilares y los dientes relacionadas con su dieta. Las mandíbulas cartilaginosas se fortalecen con puntales calcificados (trabéculas) y se fusionan el palatocuadrado y la sínfisis mandibular. Los fuertes ligamentos que conectan las mandíbulas superior e inferior restringen la apertura de la mandíbula. Los fuertes músculos aductores se pueden activar de forma asincrónica.

#### Rayas águila y rayas nariz de vaca
En las rayas águila (Aetobatus narinari) y rayas nariz de vaca (Rhinoptera javanica) los dientes son hexagonales y están dispuestos en serruchos anteroposteriores empaquetados muy juntos en una matriz alterna para formar un piso casi sin huecos, similar a la organización que se encuentra en las quimeras. Los dientes están cubiertos con una capa de esmalte. El pavimento de dientes está estabilizado por superficies verticales que llevan crestas y ranuras que están interconectadas con las de los dientes vecinos. Estas rayas también usan sus dientes de pavimento para moler moluscos, gasterópodos y cangrejos. Las rayas de nariz de vaca son alimentadores por succión especializados, que abren y cierran sus mandíbulas para generar movimientos de agua que se utilizan para excavar presas enterradas. La captura de alimentos se logra por succión y luego la presa se limpia mediante acciones similares a las que se utilizan en la excavación.

#### MyliobatisyAetobatus
En Myliobatis y Aetobatus las crestas anteroposteriores de la placa basal se extienden desde el margen posterior del diente y se interdigitan con las del diente siguiente y también forman un estante sobre el que descansa el cuerpo del diente vecino. La dentición de la raya murciélago (Myliobatis californica) está formada por una serie de siete limas de dientes aplastantes. La placa hexagonal central es muy ancha, ocupa aproximadamente la mitad del ancho de la superficie oclusal y está flanqueada por tres limas laterales de dientes más pequeños a cada lado, siendo el más externo pentagonal. La superficie de aplastamiento formada por los dientes de la mandíbula superior es más curva que la de la mandíbula inferior.

## Aves
Las aves limícolas suelen consumir bivalvos y caracoles con poca quitina, pero el carbonato de calcio de la cáscara constituye una gran parte de su peso. Los bivalvos y caracoles son consumidos mayoritariamente enteros por patos y aves zancudas. Los moluscívoros que tragan caracoles o bivalvos enteros tienen mollejas grandes bien modularizadas para triturar las fuertes conchas. La molleja es más de diez veces mayor que el proventrículo. El tamaño de la molleja es adaptable en estas aves costeras, que se atrofia cuando se consumen alimentos blandos como gusanos y aumenta de tamaño y musculatura después del consumo prolongado de caracoles, berberechos o mejillones. La producción de quitinasa para la hidrólisis de quitina es importante para las aves que consumen moluscos.

## Mamíferos marinos

### Nutrias marinas
Los molares de la nutria marina (Enhydra lutris) son dientes anchos, planos y con múltiples caninos, y el carnasial también está modificado para triturar. Tanto el temporal como el masetero están bien desarrollados, creando una gran fuerza de mordida. Los dientes son extremadamente anchos y carnasiales están muy molarizados. La presa capturada se manipula con las patas delanteras o se mantiene temporalmente en bolsas de piel sueltas en las axilas. Para presas más grandes y con caparazón más pesado, las nutrias a veces exhibirán un comportamiento de uso de herramientas, rompiendo erizos de mar y mejillones abiertos con una piedra falsa que se usa como yunque. Las nutrias marinas también pueden morder a los erizos de mar y abrir los mejillones usando sus fuertes mandíbulas y dientes. Los adultos pueden triturar la mayoría de sus alimentos, pero los jóvenes aún no han desarrollado mandíbulas lo suficientemente poderosas. Por lo tanto, las nutrias jóvenes requieren la ayuda de una herramienta o piedra. También se pueden utilizar herramientas cuando los moluscos son demasiado grandes para aplastarlos con las mandíbulas.

## Mamíferos

### Monos
Todos los mangabeys parecen ser durófagos y poseen un esmalte molar relativamente grueso y premolares expandidos, adaptaciones dentales para procesar alimentos duros. Su dieta consiste en semillas de Sacoglottis gabonensis. Estas semillas pueden permanecer en el suelo durante meses sin pudrirse. Con la alimentación con objetos duros, los mangabeys necesitan una selección para favorecer el esmalte molar grueso y los molares aplanados para triturar las semillas.

### Panda gigante
El panda gigante es principalmente un herbívoro a pesar de su tracto digestivo corto y relativamente poco especializado, lo que es característico de los carnívoros. Los pandas gigantes carecen de la digestión microbiana en su rumen o ciego que es típica de la mayoría de los herbívoros para descomponer la celulosa y la lignina en las paredes celulares de las plantas. Por lo tanto, los pandas gigantes necesitan obtener sus nutrientes del contenido celular y la fracción de hemicelulosa que pueden descomponer. El panda subsiste principalmente de bambú y lo hace con modificaciones de sus mandíbulas. Los pandas muestran la elaboración de las características aplastantes de la dentición. Los molares son dientes anchos, planos, con múltiples caninos y son la principal superficie de molienda. La acción de la mandíbula no es simplemente aplastante, sino más bien un molido lateral definido. Las mandíbulas del panda tienen un gran músculo cigomático-mandibular, que es responsable del movimiento lateral de la mandíbula. La glenoides es muy profunda, lo que impide el movimiento hacia adelante y hacia atrás de la mandíbula.
El bambú representa una fuente de alimento predecible que es abundante estacionalmente. Los pandas pueden subsistir con él a pesar de su bajo contenido nutritivo. Los pandas hacen esto moviendo grandes cantidades a través del tracto digestivo en un corto período de tiempo. También reducen sus gastos de energía descansando y permaneciendo activos para alimentarse, y no tienen un período de hibernación, lo que les permite tener más tiempo de alimentación. Eligieron la seguridad sobre la incertidumbre, indicada por sus adaptaciones de alimentarse de bambú.

### Hiénidos
Los hábitos alimenticios trituradores de huesos parecen estar asociados con dientes más fuertes, como se ve en los hienas. Esto se debe a que el aplastamiento de huesos requiere una mayor fuerza de mordida y aumenta el riesgo de rotura canina. En los hiénidos, los carnasiales son un poco menos especializados como cuchillas cortantes que los de los felinos. Las adaptaciones aplastantes de huesos se relacionan principalmente con los premolares. Las cúspides anterior y posterior se reducen y la cúspide central se agranda y ensancha, de modo que el diente se convierte de una estructura en forma de hoja a un martillo cónico pesado. También se requieren músculos fuertes para el aplastamiento óseo y la inserción temporal en el cráneo se agranda por una cresta sagital fuerte. Los dientes pesados como un martillo y las mandíbulas y músculos de la mandíbula extremadamente fuertes hacen posible que las hienas rompan huesos más grandes de lo que son capaces de hacer otros carnívoros, y sus carnasiales cortantes altamente eficientes pueden lidiar con pieles y tendones duros.

### Glotón
El glotón (Gulo gulo) tiene mandíbulas y dientes extremadamente poderosos y, junto con sus hábitos de carroñero, le han valido el nombre de "hiena del norte". El glotón es un carroñero eficaz, capaz de romper huesos pesados y muestra las mismas adaptaciones en la mandíbula que las hienas. La cresta sagital se proyecta muy por encima del área de inserción de los músculos del cuello, y en un animal grande se extiende hacia atrás muy por detrás del nivel de los cóndilos para proporcionar uniones a los músculos temporales relativamente enormes, creando una poderosa fuerza de mordida.